# BP
A BP, originalmente Anglo-Persian Oil Company e depois British Petroleum, é uma empresa multinacional sediada no Reino Unido que opera no setor de energia, sobretudo de petróleo e gás. Fez parte do cartel conhecido como Sete Irmãs, formado pelas maiores empresas exploradoras, refinadoras e distribuidoras de petróleo e gás do planeta, as quais, após fusões e incorporações, reduziram-se a quatro — ExxonMobil, Chevron, Shell, além da própria BP. É a única distribuidora de gasolina sem chumbo 100 octanas. Pesquisas realizadas em 2019 mostram que a BP, com emissões de 34,02 bilhões de toneladas de equivalente CO₂ desde 1965, foi a empresa com a sexta maior emissão mundial durante esse período.
A companhia pertenceu ao governo britânico entre 1914 e 1979, quando foi privatizada no governo da primeira-ministra Margaret Thatcher.

## História
Em maio de 1908, um grupo de geólogos britânicos descobriu uma grande quantidade de petróleo em Masjed Soleyman, localizado na província de Khuzestan, no sudoeste da Pérsia (Irã). Foi a primeira descoberta comercialmente significativa de petróleo no Oriente Médio. William Knox D'Arcy, por contrato com Ali-Qoli Khan Bakhtiari, obteve permissão para explorar petróleo pela primeira vez no Oriente Médio, um evento que mudou a história de toda a região. A descoberta de petróleo levou ao desenvolvimento da indústria petroquímica e também ao estabelecimento de indústrias fortemente dependentes do petróleo. Em 14 de abril de 1909, a Anglo-Persian Oil Company (APOC) foi incorporada como uma subsidiária da Burmah Oil Company. Algumas das ações foram vendidas ao público. O primeiro presidente e acionista minoritário da empresa tornou-se Lord Strathcona.
Imediatamente após o estabelecimento da empresa, o governo britânico pediu a Percy Cox, residente britânico em Bushehr, que negociasse um acordo com o xeque Khaz'al Ibn Jabir, do Arabistão, para a APOC obter um local na ilha de Abadan para uma refinaria, depósito, tanques de armazenamento e outras operações. A refinaria foi construída e começou a operar em 1912.
Em 1914, o governo britânico adquiriu o controle acionário (50,0025%) da empresa, a pedido de Winston Churchill, o então Primeiro Lorde do Almirantado, e a marinha britânica mudou rapidamente do carvão para o petróleo na maioria de seus navios de guerra. A APOC também assinou um contrato de 30 anos com o Almirantado Britânico para fornecer petróleo para a Marinha Real Britânica a um preço fixo.
Em 1915, a APOC estabeleceu sua subsidiária marítima, a British Tanker Company, e em 1916, adquiriu a British Petroleum Company, que era um braço de marketing da alemã Europäische Petroleum Union na Grã-Bretanha. Em 1919, a empresa tornou-se produtora de óleo de xisto ao estabelecer uma subsidiária chamada Scottish Oils, que fundiu as indústrias escocesas remanescentes de xisto betuminoso.
Após a Primeira Guerra Mundial, a APOC começou a comercializar seus produtos na Europa Continental e adquiriu participações em empresas locais de marketing em vários países europeus. As refinarias foram construídas em Llandarcy no País de Gales (a primeira refinaria no Reino Unido) e Grangemouth na Escócia. Também adquiriu o controle acionário da refinaria de Courchelettes na França e formou, em conjunto com o governo da Austrália, uma parceria denominada Commonwealth Oil Refineries, que construiu a primeira refinaria australiana em Laverton, Victoria. Em 1923, Burmah empregou Winston Churchill como consultor pago para fazer lobby junto ao governo britânico para permitir que a APOC tivesse direitos exclusivos sobre os recursos petrolíferos persas, que foram posteriormente concedidos pela monarquia iraniana.
A APOC e o empresário arménio Calouste Gulbenkian foram os motores da criação da Turkish Petroleum Company (TPC), em 1912, para explorar petróleo na Mesopotâmia (atual Iraque); e em 1914, a APOC detinha 50% das ações da TPC. Em 1925, a TPC recebeu concessão nos recursos petrolíferos da Mesopotâmia do governo iraquiano sob mandato britânico. A TPC finalmente encontrou petróleo no Iraque em 14 de outubro de 1927. Em 1928, a participação da APOC na TPC, que agora se chamava Iraq Petroleum Company (IPC), foi reduzida para 23,75%; como resultado da mudança geopolítica após a dissolução do império otomano e o Acordo da Linha Vermelha. As relações eram geralmente cordiais entre a Monarquia Hachemita pró-Ocidente (1932–58) no Iraque e a IPC, apesar das disputas centradas no desejo do Iraque de maior envolvimento e mais royalties. Durante o período de 1928 a 1968, a IPC monopolizou a exploração de petróleo na Linha Vermelha; excluindo Arábia Saudita e Bahrein.
Em 1927, a Burmah Oil e a Royal Dutch Shell formaram a empresa de marketing conjunta Burmah-Shell. Em 1928, a APOC e a Shell formaram a Consolidated Petroleum Company para venda e comercialização em Chipre, África do Sul e Ceilão, que em 1932 foi seguida por uma empresa de marketing conjunta Shell-Mex e BP no Reino Unido. Em 1937, a AIOC e a Shell formaram a parceria Shell/D'Arcy Exploration Partners para explorar petróleo na Nigéria. A parceria era igualmente de propriedade, mas operada pela Shell. Posteriormente, foi substituída pela Shell-D'Arcy Petroleum Development Company e pela Shell-BP Petroleum Development Company (agora Shell Petroleum Development Company).
Em 1934, a APOC e a Gulf Oil fundaram a Kuwait Oil Company como uma parceria de propriedade igualitária. Os direitos de concessão de petróleo foram concedidos à empresa em 23 de dezembro de 1934 e a empresa iniciou as operações de perfuração em 1936. Em 1935, Reza Xá solicitou à comunidade internacional que se referisse à Pérsia como 'Irã', o que se refletiu em a mudança de nome da APOC para Anglo-Iranian Oil Company (AIOC).
Em 1937, a Iraq Petroleum Company, com 23,75% de propriedade da BP, assinou um contrato de concessão de petróleo com o Sultão de Mascate que cobria toda a região do Sultanato, que na verdade era limitada à área costeira da atual Omã. Depois de vários anos sem descobrir petróleo na região do Sultanato, o IPC presumiu que o petróleo era mais provável de ser encontrado na região interior de Omã, que fazia parte do Imamato de Omã. O IPC ofereceu apoio financeiro para levantar uma força armada que ajudaria o Sultanato a ocupar a região interior de Omã. Mais tarde, em 1954, o sultão de Mascate, apoiado pelo governo britânico e pela ajuda financeira que recebia do IPC, passou a ocupar regiões no interior de Omã, o que levou à eclosão da Guerra de Jabal Acdar que durou mais de 5 anos.
Em 1947, a British Petroleum Chemicals foi incorporada como uma joint venture da AIOC e da The Distillers Company. Em 1956, a empresa foi renomeada para British Hydrocarbon Chemicals.
Após a Segunda Guerra Mundial, os sentimentos nacionalistas estavam em alta no Oriente Médio; sendo o mais notável o nacionalismo iraniano e o nacionalismo árabe. No Irã, o AIOC e o governo iraniano pró-ocidental liderado pelo primeiro-ministro Ali Razmara resistiram aos apelos nacionalistas para revisar os termos de concessão da AIOC em favor do Irã. Em março de 1951, Razmara foi assassinado e Mohammed Mossadeq, um nacionalista, foi eleito como o novo primeiro-ministro pelo Majlis do Irã (parlamento). Em abril de 1951, o governo iraniano nacionalizou a indústria petrolífera iraniana por votação unânime, e a National Iranian Oil Company (NIOC) foi formado, substituindo o AIOC. A AIOC retirou sua administração do Irã, e a Grã-Bretanha organizou um embargo mundial efetivo ao petróleo iraniano. O governo britânico, dono da AIOC, contestou a nacionalização na Corte Internacional de Justiça de Haia, mas sua reclamação foi indeferida.
O primeiro-ministro Churchill pediu ajuda ao presidente Eisenhower para derrubar Mossadeq. O plano anti-Mossadeq foi orquestrado sob o codinome 'Operação Ajax' pela CIA e 'Operação Boot' pelo SIS (MI6). A CIA e os britânicos ajudaram a encenar um golpe em agosto de 1953, o golpe de estado iraniano de 1953, que estabeleceu o general pró-ocidental Fazlollah Zahedi como o novo primeiro-ministro e fortaleceu muito o poder político do xá Mohammad Reza Pahlavi. A AIOC conseguiu retornar ao Irã.

### 1954 a 1979
Em 1954, a AIOC tornou-se a British Petroleum Company. Após o golpe de estado iraniano de 1953, a Iranian Oil Participants Ltd (IOP), uma holding, foi fundada em outubro de 1954, em Londres, para trazer o petróleo iraniano de volta ao mercado internacional. A British Petroleum foi membro fundador desta empresa com 40% de participação. A IOP operava e gerenciava instalações de petróleo no Irã em nome da NIOC. Similar ao acordo Saudi-Aramco "50/50" de 1950, o consórcio concordou em dividir os lucros em uma base de 50-50 com o Irã, "mas não abrir seus livros para auditores iranianos ou permitir iranianos em seu conselho de administração".
Em 1953, a British Petroleum entrou no mercado canadense por meio da compra de uma participação minoritária na Triad Oil Company, com sede em Calgary, e expandiu-se ainda mais para o Alasca em 1959, resultando na descoberta de petróleo em Prudhoe Bay em 1969. Em 1956, sua subsidiária D'Arcy Exploration Co. (Africa) Ltd. obteve quatro concessões de petróleo na Líbia. Em 1962, a Scottish Oils encerrou as operações de xisto betuminoso. Em 1965, foi a primeira empresa a encontrar petróleo no Mar do Norte. Em 1969, a BP entrou nos Estados Unidos adquirindo os ativos de refino e comercialização da Costa Leste da Sinclair Oil Corporation. A holding canadense da British Petroleum foi renomeada para BP Canada em 1969; e em 1971, adquiriu 97,8% de participação na Supertest Petroleum.
Na década de 1960, a British Petroleum havia desenvolvido uma reputação de assumir os empreendimentos mais arriscados. Isso rendeu lucros maciços à empresa; também rendeu a eles o pior histórico de segurança do setor. Em 1967, o gigante petroleiro Torrey Canyon naufragou na costa inglesa. Mais de 32 milhões de galões americanos (760.000 bbl; 120.000 m 3) de petróleo bruto foram derramados no Atlântico e nas praias da Cornualha e da Bretanha, causando o pior derramamento de petróleo da história da Grã-Bretanha. O navio era de propriedade da Barracuda Tanker Corporation, com sede nas Bahamas, e carregava a bandeira da Libéria, uma conhecida bandeira de conveniência mas estava sendo fretado pela British Petroleum. O navio foi bombardeado por bombardeiros a jato da RAF em um esforço para quebrar o navio e queimar o vazamento de óleo, mas isso não conseguiu destruir a mancha de óleo.
Em 1967, a BP adquiriu ativos químicos e plásticos da The Distillers Company, que se fundiram com a British Hydrocarbon Chemicals para formar a BP Chemicals.
A intensificação da luta pelo poder entre as empresas petrolíferas e os governos no Oriente Médio, juntamente com os choques de preços do petróleo que se seguiram à crise do petróleo de 1973 levou a que a British Petroleum perdesse a maior parte de seu acesso direto ao petróleo bruto produzido em países que pertenciam à Organização dos Países Exportadores de Petróleo (OPEP), e levou-a a diversificar suas operações para além da produção de petróleo altamente dependente do Oriente Médio. Em 1976, a BP e a Shell separaram suas operações de marketing no Reino Unido, dividindo a Shell-Mex e a BP. Em 1978, a empresa adquiriu o controle acionário da Standard Oil of Ohio (Sohio).
No Irã, a British Petroleum continuou a operar até a Revolução Iraniana em 1979. O novo regime do aiatolá Khomeini nacionalizou todos os ativos da empresa no Irã sem compensação: como resultado, a BP perdeu 40% de seu suprimento global de petróleo bruto.
Nos anos 1970-1980, a BP diversificou para negócios de carvão, minerais e nutrição, que foram todos alienados posteriormente.

### 1979 a 1997
O governo britânico vendeu 80 milhões de ações da BP por US$ 7,58 em 1979, como parte da privatização da era Thatcher. Esta venda representou pouco mais de 5% do total de ações da BP e reduziu a participação do governo na empresa para 46%. Em 19 de outubro de 1987, a primeira-ministra Margaret Thatcher autorizou a venda de mais GBP 7,5 bilhões (US$ 12,2 bilhões) de ações da BP a 333 pence, representando a participação restante do governo de 31% na empresa.
Em novembro de 1987, o Kuwait Investment Office comprou uma participação de 10,06% na BP, tornando-se o maior acionista institucional. Em maio seguinte, o KIO comprou ações adicionais, elevando sua propriedade para 21,6%. Isso levantou preocupações dentro da BP de que as operações nos Estados Unidos, o principal país de operações da BP, sofreriam. Em outubro de 1988, o Departamento de Comércio e Indústria britânico exigiu que o KIO reduzisse suas ações para 9,6% em 12 meses.
Em 1981, a British Petroleum entrou no setor de tecnologia solar ao adquirir 50% da Lucas Energy Systems, uma empresa que se tornou a Lucas BP Solar Systems e, posteriormente, a BP Solar. A empresa era fabricante e instaladora de células solares fotovoltaicas. Tornou-se propriedade integral da British Petroleum em meados da década de 1980.
A British Petroleum entrou no mercado russo em 1990 e abriu sua primeira estação de serviço em Moscou em 1996. Em 1997, adquiriu uma participação de 10% por $ 571 milhões na petrolífera russa Sidanco, que mais tarde se tornou parte da TNK-BP. A Sidanco era administrada pelo oligarca russo Vladimir Potanin, que obteve a Sidanco por meio do controverso esquema de privatização de empréstimos por ações. Em 2003, a BP investiu US$ 8 bilhões em uma joint venture com a TNK do oligarca russo Mikhail Fridman.
Em 1992, a empresa entrou no mercado do Azerbaijão. Em 1994, assinou o acordo de compartilhamento de produção para o projeto de petróleo Azeri–Chirag–Guneshli e em 1995 para o desenvolvimento do campo de gás Shah Deniz.

### 1998 a 2009
Sob John Browne, a British Petroleum adquiriu outras empresas de petróleo, transformando a BP na terceira maior empresa de petróleo do mundo. A British Petroleum fundiu-se com a Amoco (antiga Standard Oil of Indiana) em dezembro de 1998, tornando-se a BP Amoco plc. A maioria das estações Amoco nos Estados Unidos foram convertidas para a marca e identidade corporativa da BP. Em 2000, a BP Amoco adquiriu a Atlantic Richfield Co. (ARCO) e a Burmah Castrol. Juntamente com a aquisição da ARCO em 2000, a BP tornou-se proprietária de uma participação de 33,5% na Olympic Pipeline. Ainda naquele ano, a BP tornou-se operadora do gasoduto e aumentou sua participação para 62,5%.
Como parte do reconhecimento da marca da fusão, a empresa ajudou a galeria de arte britânica Tate Modern a lançar RePresenting Britain 1500–2000. Em 2001, em resposta à imprensa negativa sobre os fracos padrões de segurança da British Petroleum, a empresa adotou um logotipo verde sunburst e rebatizou-se como BP ("Beyond Petroleum") plc.
No início dos anos 2000, a BP tornou-se o principal parceiro (e posteriormente operador) do projeto do oleoduto Baku-Tbilisi-Ceyhan, que abriu uma nova rota de transporte de petróleo da região do Cáspio. Em 2002, a BP adquiriu a maioria da Veba Öl AG, uma subsidiária da VEBA AG, e posteriormente renomeou suas estações existentes na Alemanha para o nome Aral. Como parte do negócio, a BP adquiriu também a participação da Veba Öl na joint venture Ruhr Öl. Ruhr Öl foi dissolvido em 2016.
Em 1º de setembro de 2003, a BP e um grupo de bilionários russos, conhecido como AAR (Alfa – Access – Renova), anunciaram a criação de uma parceria estratégica para deter conjuntamente seus ativos de petróleo na Rússia e na Ucrânia. Como resultado, o TNK-ВР foi criado.
Em 2004, o negócio de olefinas e derivados da BP foi transferido para uma entidade separada que foi vendida para a Ineos em 2005. Em 2007, a BP vendeu suas lojas de conveniência de propriedade corporativa, normalmente conhecidas como "BP Connect", para locais franqueados e intermediários.
Em 2007, a BP formou com a AB Sugar e a DuPont uma joint venture Vivergo Fuels que abriu uma usina de bioetanol em Saltend perto de Hull, Reino Unido em dezembro de 2012. Juntamente com a DuPont, a BP formou uma joint venture de biobutanol Butamax ao adquirir a empresa de tecnologia de biobutano Biobutanol LLC em 2009.
Em 2009, a BP obteve um contrato de produção para desenvolver o campo supergigante de Rumaila com o parceiro de joint venture CNPC.

## Presença internacional
Em 31 de dezembro de 2018, a BP tinha operações em 78 países em todo o mundo com sede global em Londres, Reino Unido. As operações da BP estão organizadas em três segmentos de negócios, upstream, downstream e renováveis.
Suas operações no Mar do Norte estão sediadas em Aberdeen, na Escócia. A BP é a operadora do campo petrolífero de Clair, que foi avaliado como o maior recurso de hidrocarbonetos do Reino Unido.
As operações nos Estados Unidos compreendem quase um terço das operações da BP. A principal subsidiária da BP nos Estados Unidos é a BP America, Inc. (anteriormente: Standard Oil Company (Ohio) e Sohio) com sede em Houston, Texas.

### Brasil
Em meados de 2008, buscando diversificação de mercado e sustentabilidade ambiental a empresa assinou uma joint venture com 50% de participação na operadora do setor sucroenergético chamada Tropical Bioenergia SA, no estado de Goiás, Brasil, sendo a primeira empresa estrangeira a investir no etanol brasileiro a partir da cana-de-açúcar. Em pouco tempo a multinacional adquiriu 100% da participação da unidade e em outras duas usinas sendo uma no mesmo estado e outra em Minas Gerais. Em 2019, fez um acordo com a Bunge no qual onde se formou uma nova joint venture chamada BP Bunge Bioenergia.
No Brasil, a BP detém dez participações em blocos de exploração de petróleo e gás, seja offshore, como nas bacias de Barreirinhas, Ceará e Campos, como também de instalações de processamento onshore.
A BP e a Prumo Logística formaram, em 2013, a NFX, uma joint venture que tem como objetivo principal a importação e comercialização de combustíveis marítimos no Porto do Açu.

## Controvérsias
A BP é a responsável pelo vazamento de milhares de barris de petróleo no Golfo do México após a explosão da plataforma Deepwater Horizon, em 20 de abril de 2010, nos Estados Unidos.